# التفسير التحليلي
التفسير التحليلي منهج من مناهج أو أسلوب من أساليب علم التفسير إلى جانب التفسير الموضوعي و التفسير الإجمالي و التفسير المقارن؛ فالتفسير التحليلي هو التزام المفسر تسلسل النظم القرآني والسير معه سورة سورة وآية آية، وهو النمط الذي سلكه سائر المفسرين القدامى إلا القليل النادر؛ وهذه الطريقة في التفسير لا يستغني عنها الباحث في التفسير الإجمالي أو الموضوعي أو المقارن لأن التفسير التحليلي ينصب على معرفة دلالة الكلمة اللغوية ودلالتها الشرعية، والتعرف على الرابط بين الكلمات في الجملة وبين الجمل في الآية وبين الآيات في السورة، وكذلك التعرف على القراءات وأثرها على دلالة الآية، ووجوه الإعراب ودورها في الأساليب البيانية وإعجاز القرآن الكريم، وغيرها من الوجوه التي تساعد على إخلاء المعنى وتوضيح المراد، فهو إذن التفسير الذي يعنى بالدقة والعمق في استعمال العلوم التي يحتاج إليها المفسّر وخصوصا اللغوية والبلاغية بحيث يسير المفسر في هذا البيان مع آيات السورة آية آية، شارحا مفرداتها، وموجها إعرابها، وموضحا معانى جملها، وما تهدف إليه تراكيبها من أسرار وأحكام، ومبينا أوجه المناسبات بين الآيات والسور، مستعينا في ذلك بالآيات القرآنية الأخرى ذات الصلة، و بأسباب النزول، و بالأحاديث النبوية، وبما صح عن الصحابة و التابعين، وبغير ذلك من العلوم التي تعينه على فهم النص القرآنى وتوضيحه للقراء، مازجا ذلك بما يستنبطه عقله، وتمليه عليه نزعته.
و التحليل في اللغة مأخوذ من الحل بمعنى: الفتح، ونقض المنعقد؛ قال ابن منظور: «وحلّ العقدة يحلها حلا، فتحها ونقضها، فانحلت» (لسان العرب).